# 室女座33
室女座33，又名BD+10 2468，HD 111028、SAO 119580、HR 4849，是室女座的一颗恒星，视星等为5.67，位于銀經298.79，銀緯72.38，其B1900.0坐标为赤經12h 41m 17.6s，赤緯+10° 72.38′ 56″。